# Rameez Junaid
Rameez Junaid (25 mei 1981) is een Australische tennisspeler. Hij heeft één ATP-toernooi gewonnen in het dubbelspel. Daarnaast stond hij eenmaal in de finale van een ATP -toernooi in het dubbelspel en deed hij al mee aan Grand Slams. Hij heeft zesentwintig challengers in het dubbelspel op zijn naam staan.

## Palmares dubbelspel
| Nr.                              | Datum             | Toernooi            | Ondergrond    | Partner            | Tegenstanders in finale              | Score               | Details |
| -------------------------------- | ----------------- | ------------------- | ------------- | ------------------ | ------------------------------------ | ------------------- | ------- |
| Gewonnen finales herendubbel     |                   |                     |               |                    |                                      |                     |         |
| 1.                               | 12 april 2015     | ATP Casablanca      | Gravel        | Adil Shamasdin     | Rohan Bopanna Florin Mergea          | 3-6, 6-2, [10-7]    | Details |
| Verloren finales herendubbel     |                   |                     |               |                    |                                      |                     |         |
| 1.                               | 27 juli 2014      | ATP Gstaad          | Gravel        | Michal Mertiňák    | Andre Begemann Robin Haase           | 3-6, 4-6            | Details |
| Gewonnen challengers herendubbel |                   |                     |               |                    |                                      |                     |         |
| 1.                               | 26 november 2007  | Brisbane            | Hardcourt (I) | Daniel King-Turner | Carsten Ball Adam Feeney             | 3-6, 7-6(3), [10-8] |         |
| 2.                               | 30 juni 2008      | Lugano              | Gravel        | Philipp Marx       | Mariano Hood Eduardo Schwank         | 7-6(7), 4-6, [10-7] |         |
| 3.                               | 7 juli 2008       | Scheveningen        | Gravel        | Philipp Marx       | Matwé Middelkoop Melle van Gemerden  | 5-7, 6-2, [10-7]    |         |
| 4.                               | 1 september 2008  | Alphen aan den Rijn | Gravel        | Philipp Marx       | Bart Beks Matwé Middelkoop           | 6-3, 6-2            |         |
| 5.                               | 6 april 2009      | Athene              | Gravel        | Philipp Marx       | Jesse Huta Galung Rui Machado        | 6-4, 6-3            |         |
| 6.                               | 25 mei 2009       | Karlsruhe           | Gravel        | Philipp Marx       | Tomasz Bednarek Aisam-ul-Haq Qureshi | 7-5, 6-4            |         |
| 7.                               | 10 mei 2010       | Busan               | Hardcourt     | Alexander Peya     | Pierre-Ludovic Duclos Yang Tsung-hua | 6-4, 7-5            |         |
| 8.                               | 31 mei 2010       | Fürth               | Gravel        | Dustin Brown       | Martin Emmrich Joseph Sirianni       | 6-3, 6-1            |         |
| 9.                               | 20 september 2010 | İzmir               | Hardcourt     | Frank Moser        | Jamie Delgado Jonathan Marray        | 6-2, 6-4            |         |
| 10.                              | 18 oktober 2010   | Seoel               | Hardcourt     | Frank Moser        | Vasek Pospisil Adil Shamasdin        | 6-3, 6-4            |         |
| 11.                              | 30 mei 2011       | Fürth               | Gravel        | Frank Moser        | Jorge Aguilar Júlio César Campozano  | 6-2, 6-7(2), [10-6] |         |
| 12.                              | 2 april 2012      | Saint-Brieuc        | Gravel        | Laurynas Grigelis  | Stéphane Robert Laurent Rochette     | 1-6, 6-2, [10-6]    |         |
| 13.                              | 16 juli 2012      | Poznań              | Gravel        | Simon Stadler      | Adam Hubble Nima Roshan              | 6-3, 6-4            |         |
| 14.                              | 4 september 2012  | Alphen aan den Rijn | Gravel        | Simon Stadler      | Simon Greul Bastian Knittel          | 4-6, 6-1, [10-5]    |         |
| 15.                              | 4 juni 2013       | Fürth               | Gravel        | Colin Ebelthite    | Christian Harrison Michael Venus     | 6-4, 7-5            |         |
| 16.                              | 4 augustus 2013   | Liberec             | Gravel        | Tim Pütz           | Colin Ebelthite Lee Hsin-han         | 6-0, 6-2            |         |
| 17.                              | 18 augustus 2013  | Meerbusch           | Gravel        | Frank Moser        | Dustin Brown Philipp Marx            | 6-3, 7-6(4)         |         |
| 18.                              | 1 september 2013  | Como                | Gravel        | Igor Zelenay       | Marco Crugnola Stefano Ianni         | 7-5, 7-6(2)         |         |
| 19.                              | 29 september 2013 | Sibiu               | Gravel        | Philipp Oswald     | Jamie Delgado Jordan Kerr            | 6-4, 6-4            |         |
| 20.                              | 15 juni 2014      | Nottingham          | Gras          | Michael Venus      | Ruben Bemelmans Go Soeda             | 4-6, 7-6(1), [10-6] |         |
| 21.                              | 23 augustus 2015  | Meerbusch           | Gravel        | Dustin Brown       | Wesley Koolhof Matwé Middelkoop      | 6-4, 7-5            |         |
| 22.                              | 3 april 2016      | Saint-Brieuc        | Hardcourt (I) | Andreas Siljeström | James Cerretani Antal van der Duim   | 5-7, 7-64, [10-8]   |         |
| 23.                              | 18 maart 2018     | Shenzhen            | Hardcourt     | Hsieh Cheng-peng   | Denys Molchanov Igor Zelenay         | 7-63, 6-3           |         |
| 24.                              | 20 mei 2018       | Heilbronn           | Gravel (I)    | David Pel          | Kevin Krawietz Andreas Mies          | 6-2, 2-6, [10-7]    |         |
| 25.                              | 16 september 2018 | Istanbul            | Hardcourt     | Purav Raja         | Timur Khabibulin Vladyslav Manafov   | 7-64, 4-6, [10-7]   |         |
| 26.                              | 7 oktober 2018    | Florence            | Gravel        | David Pel          | Filippo Baldi Salvatore Caruso       | 7-5, 3-6, [10-7]    |         |

## Resultaten grote toernooien
| Legenda | Legenda                          |
| ------- | -------------------------------- |
| g.t.    | geen toernooi gehouden           |
| l.c.    | lagere categorie                 |
| –       | niet deelgenomen                 |
| G       | uitgeschakeld in de groepsfase   |
| 1R      | uitgeschakeld in de eerste ronde |
| 2R      | uitgeschakeld in de tweede ronde |
| 3R      | uitgeschakeld in de derde ronde  |
| 4R      | uitgeschakeld in de vierde ronde |
| KF      | uitgeschakeld in de kwartfinale  |
| HF      | uitgeschakeld in de halve finale |
| F       | de finale verloren               |
| W       | het toernooi gewonnen            |
| w-v     | winst/verlies-balans             |

### Mannendubbelspel
| Grandslamtoernooien   |               |               |               |               |               |               |               |     |        |
| Australian Open       | 1R            | –             | 2R            | 1R            | –             | 1R            | 1R            | 1R  | 1-5    |
| Roland Garros         | –             | –             | –             | –             | –             | 1R            | 1R            | –   | 0-2    |
| Wimbledon             | –             | 2R            | –             | –             | 1R            | –             | 1R            | –   | 1-3    |
| US Open               | –             | –             | –             | –             | –             | 1R            | 2R            | –   | 1-2    |
| Winst-verlies         | 0–1           | 1-1           | 1-1           | 0-1           | 0-1           | 0-3           | 1-4           | 0-1 | 3-13   |
| ATP World Tour Finals |               |               |               |               |               |               |               |     |        |
| ATP World Tour Finals | –             | –             | –             | –             | –             | –             | –             | –   | 0-0    |
| Olympische Spelen     |               |               |               |               |               |               |               |     |        |
| Olympische Spelen     | geen toernooi | geen toernooi | geen toernooi | geen toernooi | geen toernooi | geen toernooi | geen toernooi | –   | 0-0    |
| Statistieken          |               |               |               |               |               |               |               |     |        |
| Totaal aantal titels  | 0             | 0             | 0             | 0             | 0             | 0             | 1             | 0   | 1      |
| Eindejaarsranking     | 415           | 140           | 95            | 288           | 89            | 88            | 64            | 140 | n.v.t. |